# Sinodiapterna songrini
Sinodiapterna songrini är en skalbaggsart som beskrevs av Zdzisława Stebnicka och Eduardo Galante 1992. Sinodiapterna songrini ingår i släktet Sinodiapterna och familjen Aphodiidae. Inga underarter finns listade i Catalogue of Life.